# Richella soyauxii
Richella soyauxii är en kirimojaväxtart som först beskrevs av Thomas Archibald Sprague och John Hutchinson, och fick sitt nu gällande namn av Robert Elias Fries. Richella soyauxii ingår i släktet Richella och familjen kirimojaväxter. Inga underarter finns listade i Catalogue of Life.